# Чернолобый зуёк
Чернолобый зуёк (лат. Charadrius melanops) — небольшой стройный кулик из рода зуйков (Charadrius), который широко распространен на большей части Австралии, а также обитает в Новой Зеландии. Впервые этот вид был описан в 1818 году Луи Пьером Виейо'.

## Описание
Чернолобый зуёк достигает длины от 16 до 18 сантиметров и массы от 30 до 35 г. Размах крыльев от 33 до 35 см. Полового диморфизма нет. В отличие от многих других ржанковых, чернолобые зуйки сохраняют один и тот же наряд круглый год, что облегчает идентификацию.

### Взрослые птицы
Черноголовый зуёк имеет заметный рисунок на передней части тела, поэтому его трудно спутать с другими видами. Верхняя часть головы преимущественно коричневая со светло-коричневыми точками. Далее следует белая полоса над глазами и белая шея. Широкая чёрная полоса проходит от клюва через глаз к шее. Лоб и середина передней верхней части головы также чёрные, нижняя часть передней части головы, подбородок и горло белые.
Брюхо белое, характерна чёрная V-образная полоса на груди, которая сужается вдоль верхних сторон груди и доходит до задней части шеи. Перья на спине и наружных плечах от жёлто-коричневого до светло-коричневого цвета с тёмно-коричневой штриховкой. Перья плеча окрашены от красновато-коричневого до тёмно-фиолетового цвета и образуют тёмную перевязь. Надхвостье и верхние кроющие хвоста красновато-коричневые, хвост чёрный с белым окаймлением. Окраска цевок варьирует от кремовой до оранжевой или розовое. Хорошо заметно красное голое кожистое кольцо, окружающее глаз с черно-коричневой радужкой. Клюв красный с чёрным кончиком.

### Молодые птицы
Оперение молодых птиц заметно бледнее и менее контрастно. Рисунок на голове темно-коричневый и размыт бело-серой полосой над глазами. Нижняя сторона белая, грудная полоса слабая, сероватая. Верх светло-коричневый и выглядит чешуйчатых из-за светлых каемок по краям перьев. Плечевая перевязь отсутствует. Черное пятно на кончике клюва более обширно, и край нечетко отделен от остальной части клюва. Кольцо вокруг глаза либо отсутствует, либо тонкое и бледно-розовое.
Темную полоску на груди легко увидеть в полете. Верх хвоста черный с белой каймой. В полете лапы не выступают за кончик хвоста.

## Среда обитания и распространение
Это обычный вид пресноводных водно-болотных угодьев, селится по краям озер и стариц («биллабонгов»), а также в неглубоких временных лужах на своеобразных австралийских такырах («claypan»). Встречается также в засоленных илистых отмелях и в устьях рек, но редко. Как правило, они ведут оседлый образ жизни: одна птица, пара или семейная группа занимают участок подходящих стаций на более или менее постоянной основе. Однако некоторые особи преодолевают значительные расстояния, и иногда стаи собираются в районах, богатых пищей.
В целом, вид заселяет пресноводные водоемы всех типов, например, болота, озера и водохранилища. Иногда черноголового зуйка также можно увидеть на солоноватых или солёных болотах. В Австралии этот вид широко распространён, за исключением западной части центральной Австралии. Он также встречается на близлежащих островах, таких как остров Кенгуру и острова Торресова пролива. В Новой Зеландии чернолобый зуёк стал гнездящейся птица после естественной иммиграции как на Северный, так и на Южный остров.

## Образ жизни

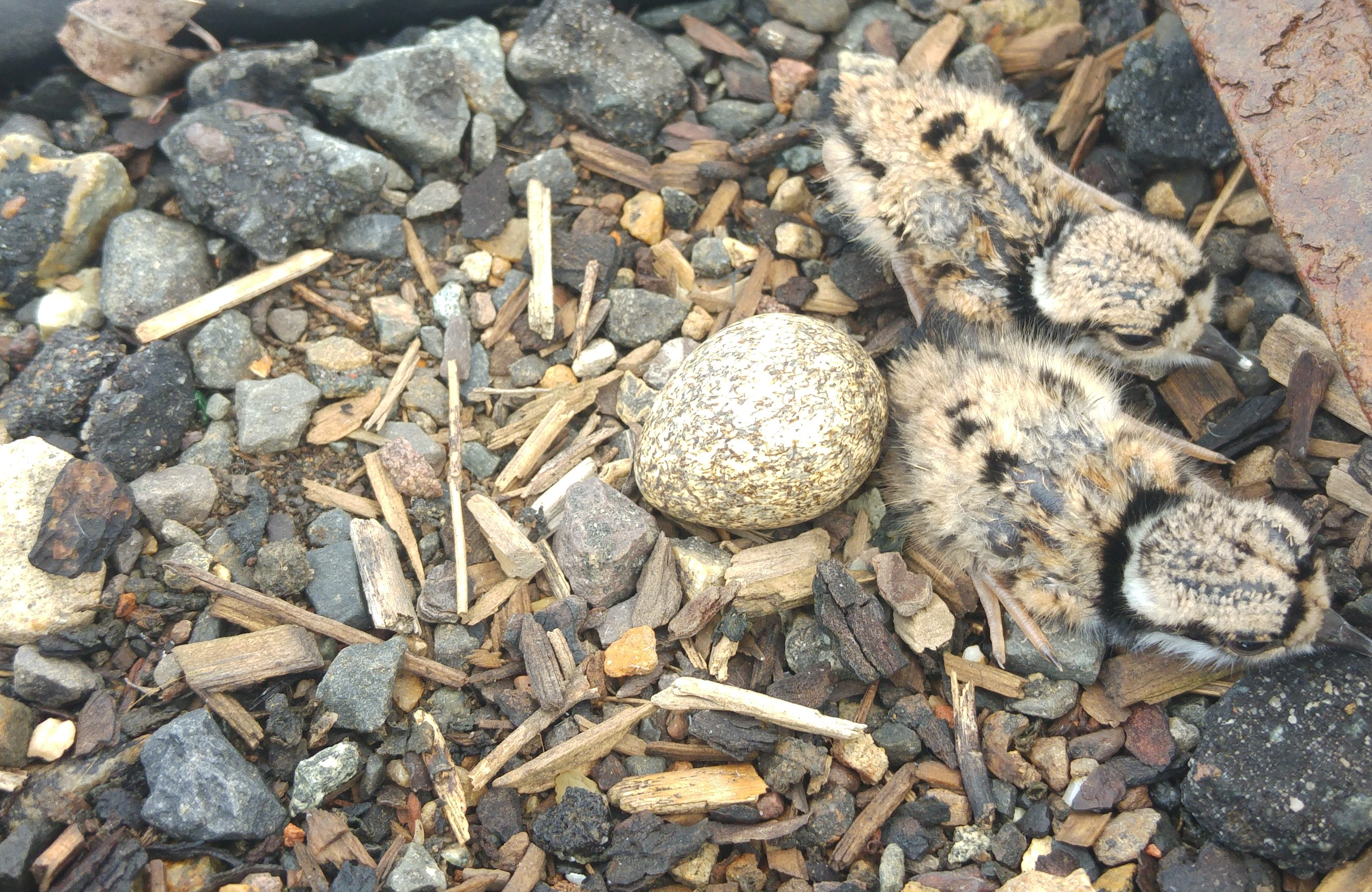
Вскоре после вылупления.

Черноголовый зуёк встречается поодиночке, парами или группами до 100 птиц у пресных водоёмов. Его рацион состоит из моллюсков, ракообразных, насекомых и иногда семян. Они собирают корм во время серий коротких перебежек, удерживая тело в горизонтальном положении, время от времени останавливаясь, чтобы склюнуть добычу, передвижение сопровождается быстрым покачиваниями.
Гнездится в Австралии весной и летом, с июля по май. Гнездо представляет собой неглубокое углубление в земле, иногда выстланное ветками, раковинами мидий или камнями. Отвлекающее поведение проявляется по отношению к потенциальным хищникам в окрестностях гнезда. Взрослая птица, притворяется раненной, у неё свисают одно или оба крыла, бежит впереди незваного гостя и уводит его от выводка. В кладке обычно 3 яйца. Через 24 часа после вылупления птенцы покидают гнездо, чтобы спрятаться в более защищенных местах, в то же время оба родителя заботятся о них.